# 兵部
兵部是中国古代官署名，六部之一，其長官為兵部尚書。

## 历史
兵部在隋唐時已設置，屬六部之一，掌管武官選用及兵籍、軍械、軍令等。以尚书为主官，侍郎为次官。
迄至清末，此制历代沿袭，但职权则不尽相同。宋、遼、金、元等朝因為軍隊組成特殊，不設兵部，以各地樞密院取代，直接聽命於皇帝。明代兵部尚书号为「本兵」，权位極重，舉凡武卫官军選拔、受銜、任命、後勤軍需，均为其掌。清代實行八旗制度，兵權歸屬各旗，兵部只管武职选授、处分及兵籍、军械、紀律、驿站等事，不涉兵权。
清光绪三十二年（1906年），清政府宣布仿行宪政，将兵部改为陆军部，后又添设海军部；兵部的名称至此結束。

## 架構
兵部一般设有尚书一人，隋唐正三品，明正二品，清代從一品；侍郎二人，隋唐正四品下，明清正三品。
兵部下設四個司，總部（明代起改稱武選）、職方、駕部、庫部。總部司設主事四人，下轄令史、傳書史、制書令史、亭長、掌固等職（人數依朝代各有不同），主管武職官員的考核、職務升降、承襲等事務，並管理土司；職方司設主事兩人，下轄令史、書令史、掌固等職（人數依朝代各有不同），主管兵將的敘功、懲處、撫卹、檢閱等，清代起兼掌邊禁（即現代的海關）；駕部司設主事兩人，下轄令史、書令史、掌固等職（人數依朝代各有不同），主管軍用馬車、戰馬、後勤運輸以及維持驛站等事務；庫部司設主事兩人，下轄令史、書令史、掌固等職（人數依朝代各有不同），主管軍需武器、甲冑、羽箭等的生產、保存、調配，並負責武舉相關的事務。

## 其他國家
受中國文化影響，朝鮮半島及越南古代亦設有兵部的機構。日本古代亦設有類似的兵部省。

### 朝鮮半島
高麗王朝時期設有兵部，其長官為兵部尚書。至朝鮮王朝時期改稱兵曹，本曹設置官員十名，分別為判書一名（正二品）、參判一名（從二品）、參議一名（正三品）、參知一名（正三品）、正郎三名（正五品）、銓郎三名（正六品）。吏曹下屬衙門有五衛、司僕寺、軍器司、典設司、世子翊衛司、訓鍊院、備邊司七個機構。

### 越南
越南古代设有兵部司马一职。

### 日本
受中国唐代文化影响，日本古代相应采取了二官八省制，设立兵部省（ひょうぶしょう、つわもののつかさ）主管一切武官之人事与军事，其長官為兵部卿。其后相沿至近代。

## 延伸阅读
[在维基数据编辑]
 《欽定古今圖書集成·明倫彙編·官常典·兵部部》，出自陈梦雷《古今圖書集成》